# Aeroportul Chingozi
Aeroportul Chingozi (IATA: TET, ICAO: FQTT) este un aeroport din Tete, Provincia Tete, Mozambic ce deservește zona Tete. Aeroportul a fost tranzitat în 2021 de 75.000 de pasageri.
Situat la o altitudine de 160 m, aeroportul dispune de o singură pistă.